# Eukene Larrarte
Eukene Larrarte Arteaga (Tolosa, 13 de septiembre de 1998) es una deportista española que compite en ciclismo en las modalidades de pista y ruta. Ganó una medalla de plata en el Campeonato Europeo de Ciclismo en Pista de 2023, en la prueba de scratch.

## Medallero internacional
| Campeonato Europeo | Campeonato Europeo | Campeonato Europeo | Campeonato Europeo |
| Año                | Lugar              | Medalla            | Competición        |
| ------------------ | ------------------ | ------------------ | ------------------ |
| 2023               | Grenchen (Suiza)   | Medalla de plata   | Scratch            |